# Garvão
Garvão é uma povoação portuguesa do Município de Ourique que foi sede da extinta Freguesia de Garvão, freguesia que tinha 42,51 km² de área e 731 habitantes (2011), e, por isso, uma densidade populacional de 17,2 hab./km².
A Freguesia de Garvão foi extinta em 2013, no âmbito de uma reforma administrativa nacional, tendo sido agregada à Freguesia de Santa Luzia para formar uma nova freguesia denominada União das Freguesias de Garvão e de Santa Luzia..
A origem de Garvão é atribuída à Idade do Ferro. Foi vila e sede de concelho entre 1267 e o início do século XIX. Este era constituído pelas freguesias de Garvão e Santa Luzia. Tinha, em 1801, 878 habitantes.
Um dos seus naturais mais conhecidos é José Júlio da Costa, que ficou conhecido por alvejar mortalmente o então Presidente da República, Sidónio Pais.

## População
| População da freguesia de Garvão (1864 – 2011) | População da freguesia de Garvão (1864 – 2011) | População da freguesia de Garvão (1864 – 2011) | População da freguesia de Garvão (1864 – 2011) | População da freguesia de Garvão (1864 – 2011) | População da freguesia de Garvão (1864 – 2011) | População da freguesia de Garvão (1864 – 2011) | População da freguesia de Garvão (1864 – 2011) | População da freguesia de Garvão (1864 – 2011) | População da freguesia de Garvão (1864 – 2011) | População da freguesia de Garvão (1864 – 2011) | População da freguesia de Garvão (1864 – 2011) | População da freguesia de Garvão (1864 – 2011) | População da freguesia de Garvão (1864 – 2011) | População da freguesia de Garvão (1864 – 2011) |
| ---------------------------------------------- | ---------------------------------------------- | ---------------------------------------------- | ---------------------------------------------- | ---------------------------------------------- | ---------------------------------------------- | ---------------------------------------------- | ---------------------------------------------- | ---------------------------------------------- | ---------------------------------------------- | ---------------------------------------------- | ---------------------------------------------- | ---------------------------------------------- | ---------------------------------------------- | ---------------------------------------------- |
| 1864                                           | 1878                                           | 1890                                           | 1900                                           | 1911                                           | 1920                                           | 1930                                           | 1940                                           | 1950                                           | 1960                                           | 1970                                           | 1981                                           | 1991                                           | 2001                                           | 2011                                           |
| 519                                            | 577                                            | 679                                            | 691                                            | 933                                            | 1 279                                          | 1 758                                          | 2 271                                          | 2 282                                          | 1 821                                          | 1 167                                          | 1 213                                          | 938                                            | 851                                            | 731                                            |

## Património
- Cerro do Castelo ou Forte de Garvão
- Foral e Foros de Garvão
- «No que respeita ao Foral de Garvão, este foi textualmente adoptado do foral de Alcácer de 1218, escrito em latim, tendo sofrido adaptações mínimas, residindo a principal diferença no facto de no de Garvão se intercalarem rubricas em português (subtítulos), anunciando o assunto de que se vai falar. A este propósito, afirma Gama Barros: «Demais, quando um concelho tomava de outro o seu foral, acontecia não raro que a copia se tirava tão litteralmente que no documento trasladado substituiam apenas o nome do concelho, conservando disposições puramente locaes, ou já em desuso, e algumas até que não era possivel terem applicação ao municipio a que o foral era concedido» (1945:94). Acrescenta ainda que, por vezes, as prescrições contidas no foral não chegavam nunca a ser executadas, por serem incompatíveis com o direito consuetudinário [Gama Barros (1945:95)]. O foral de Garvão é um dos exemplos de forais dados por uma  ordem militar - a de Santiago - sem ter obtido confirmação régia, o que Gama Barros considera normal, na medida em que «entre os foraes dados por bispos, ordens monasticas, militares e não militares, ou, enfim, por qualquer individuo ou corporação, o numero dos que não consta que tivessem confirmação regia é superior ao numero dos que sabemos terem sido confirmados, ou em cuja concessão parece ter intervindo o consentimento do rei» (1945:96). Temos, pois,  no que respeita ao foral de Garvão, que ele descende da família dos de Ávila (que não chegou até nós), ou melhor, do de Évora de 1166. Este é um dado confirmado por inúmeros autores em várias obras, para além dos já referidos como, por exemplo: Manuel de Carvalho Moniz (1967:13); Marcello Caetano (1969:9); José Mattoso nas suas notas críticas da edição da História de Portugal de A.Herculano (1981:189); Maria Cristina Cunha (1988:77); António Matos Reis (1991:198), etc.
- Aliás, quando era concedido o foral, davam-se conjuntamente o foro e os costumes, «circunstância que subsequentemente se reproduzia quando o modelo que se adoptara para constituir outro concelho era a organização de um desses grémios, digamos assim, filiais. (...) Transmitiam-se assim os costumes de um concelho para outro, não como subsídio ao direito consuetudinário, como uma jurisprudência adoptada espontaneamente para melhor aplicação daquele direito, mas sim como instituição própria, promulgada de antemão nas expressões genéricas dos preâmbulos dos forais em que a uma terra se concediam os "foros e os costumes" de outra.» [Alexandre Herculano (1981:405-406)]. Isto mesmo se pode confirmar com o próprio texto dos Foros de Garvão: «Estes son os custumes e os usus d'alcaçar que deuɵ̃ usar os de garuã.» (f.5r). «Aquesta e a cousa que ueerõ pregõtar [...] d'alcaçar. Aos Juyzes e ao cõcello de mõtemayor o nouo unde auíam foro é Carta. Véérõnos pergõtar por custumes como usauamos cõ el rei é este nosso usu.» (f.7r). «Estes son foros e Custumes e vsos e Joyzos d'evora que nos deron en alcaçar pera os de Garuan.» (f.14r). Também Gama Barros salienta: «Nos costumes de Gravão, escriptos talvez só no seculo XIV, incluem-se os de Alcacer e de Montemór o Novo, que se dizem trasladados, aquelles pelo menos, em 1267, e os d'Evora; havendo ahi tambem memoria de direito consuetudinário de Lisboa, de um assento do tribunal da côrte de 1269 e de uma lei geral de 1272. Herculano não julga provavel que uma parte dos costumes de Gravão remonte a Affonso III, mas entende ao mesmo tempo que o direito mais antigo d'essa compilação vae certamente até o seculo XIII.» (1945:66). Não podemos deixar de comentar brevemente alguns aspectos aqui referidos por este autor. Em primeiro lugar, esta breve descrição dos Foros de Garvão é baseada na que se encontra nos IHP (1824:398) e em dados apresentados por Herculano, dos quais não discordo totalmente, visto que há realmente uma parte dos Foros de Garvão que não remontará ao tempo de Afonso III, aquela que é escrita pelos 3º e 4º escribas (f.21v-22v), ou seja, o acrescento final, e só essa pode ser datável do séc.XIV. Mas, os Foros propriamente ditos, isto é, todos os elementos que compõem a compilação de que fala G.Barros, foram provavelmente escritos entre 1272 (data da carta régia inclusa) e 1280 [esta datação só foi possível através de uma análise paleográfica feita com a colaboração de Borges Nunes], daí que seja possível  e provável que os Foros de Garvão remontem ainda ao reinado de D.Afonso III».  in Garvão, Maria Helena, O Foral e os Foros de Garvão - Edição e Estudo, Dissertação de Mestrado em Linguística Portuguesa Histórica pela Faculdade de Letras da Universidade de Lisboa, 1993.